# Nathaniel Coleman
Nathaniel Coleman (* 1. Januar 1997 in Murray) ist ein amerikanischer Sportkletterer. 2021 wurde er Vize-Olympiasieger in der Kombination.

## Kindheit und Jugend
Coleman startete das Klettern mit 9 Jahren in Sandy. In den Jahren 2012, 2014, 2015 und 2016 konnte er jeweils Gold bei den nationalen Boulder-Jugendmeisterschaften erringen.

## Wettkampfklettern
Ab dem Jahr 2014 nahm er am internationalen Kletterweltcup teil und konnte in der Saison 2015 zwei zweite Plätze erzielen. Zwischen 2016 und 2018 gewann er drei Mal die nationale Boulder-Meisterschaft und erzielte in 2019 hinter Sean Bailey den zweiten Platz in diesem Wettbewerb. 2020 konnte er erneut den Titel erringen.
Beim olympischen Qualifikationsturnier in Toulouse konnte er sich für die Olympischen Spiele 2020 qualifizieren. Dort qualifizierte er sich im Halbfinale als Achter für das Finale. Nach einem sechsten Platz im Speed-Wettbewerb konnte er im Bouldern den ersten Platz erreichen und mit einem fünften Platz im Lead die Silbermedaille sichern.

## Felsklettern
Seit den Olympischen Spielen in Tokio nahm Coleman nur an wenigen Wettkämpfen teil und konzentriert sich auf das Klettern am Fels. 2024 gelangen ihm unter anderem die Begehung des Boulders Defying Gravity (8C/V15) sowie die Erstbegehung von No One Mourns the Wicked (9A/V17).